# نايورو (هوكايدو)
مدينة نايورو (بالإنجليزية: Nayoro)‏ هي أحد المدن التابعة لمحافظة هوكايدو. تأسست رسميًا في 27/03/2006. ويقدر عدد سكانها بـ 29869 نسمة حسب تقدير مكتب الإحصاء الياباني لعام 2012. تبلغ مساحة نايورو 535.23 كم2. بكثافة سكانية تبلغ 55.8 نسمة/كم2.

## المناخ
يظهر الجدول التالي التغييرات المناخية على مدار السنة لنايورو:
| البيانات المناخية لـنايورو          | البيانات المناخية لـنايورو | البيانات المناخية لـنايورو | البيانات المناخية لـنايورو | البيانات المناخية لـنايورو | البيانات المناخية لـنايورو | البيانات المناخية لـنايورو | البيانات المناخية لـنايورو | البيانات المناخية لـنايورو | البيانات المناخية لـنايورو | البيانات المناخية لـنايورو | البيانات المناخية لـنايورو | البيانات المناخية لـنايورو | البيانات المناخية لـنايورو |
| الشهر                               | يناير                      | فبراير                     | مارس                       | أبريل                      | مايو                       | يونيو                      | يوليو                      | أغسطس                      | سبتمبر                     | أكتوبر                     | نوفمبر                     | ديسمبر                     | المعدل السنوي              |
| ----------------------------------- | -------------------------- | -------------------------- | -------------------------- | -------------------------- | -------------------------- | -------------------------- | -------------------------- | -------------------------- | -------------------------- | -------------------------- | -------------------------- | -------------------------- | -------------------------- |
| متوسط درجة الحرارة الكبرى °م (°ف)   | −4.7 (23.5)                | −3.3 (26.1)                | 1.4 (34.5)                 | 9.2 (48.6)                 | 17.2 (63.0)                | 22.2 (72.0)                | 25.5 (77.9)                | 25.9 (78.6)                | 21.1 (70.0)                | 14.1 (57.4)                | 5.1 (41.2)                 | −1.8 (28.8)                | 11.0 (51.8)                |
| المتوسط اليومي °م (°ف)              | −9.4 (15.1)                | −9 (16)                    | −3.6 (25.5)                | 3.8 (38.8)                 | 10.4 (50.7)                | 15.4 (59.7)                | 19.2 (66.6)                | 20.1 (68.2)                | 14.8 (58.6)                | 8.1 (46.6)                 | 1.2 (34.2)                 | −5.4 (22.3)                | 5.5 (41.9)                 |
| متوسط درجة الحرارة الصغرى °م (°ف)   | −15.8 (3.6)                | −16.2 (2.8)                | −9.8 (14.4)                | −1.7 (28.9)                | 3.6 (38.5)                 | 9.2 (48.6)                 | 13.9 (57.0)                | 15.2 (59.4)                | 9.4 (48.9)                 | 2.9 (37.2)                 | −2.7 (27.1)                | −10.3 (13.5)               | −0.2 (31.7)                |
| الهطول مم (إنش)                     | 54.6 (2.15)                | 41.2 (1.62)                | 45.3 (1.78)                | 45.7 (1.80)                | 57.5 (2.26)                | 58.6 (2.31)                | 112.9 (4.44)               | 121.9 (4.80)               | 131.6 (5.18)               | 117.0 (4.61)               | 112.1 (4.41)               | 79.6 (3.13)                | 978 (38.49)                |
| متوسط تساقط الثلوج سم (إنش)         | 208 (82)                   | 162 (64)                   | 140 (55)                   | 36 (14)                    | 0 (0)                      | 0 (0)                      | 0 (0)                      | 0 (0)                      | 0 (0)                      | 3 (1.2)                    | 112 (44)                   | 229 (90)                   | 890 (350.2)                |
| ساعات سطوع الشمس الشهرية            | 64.0                       | 90.5                       | 133.6                      | 157.5                      | 186.5                      | 168.3                      | 145.4                      | 141.9                      | 139.1                      | 109.9                      | 52.1                       | 42.4                       | 1٬431٫2                    |
| المصدر: Japan Meteorological Agency |                            |                            |                            |                            |                            |                            |                            |                            |                            |                            |                            |                            |                            |

## توأمة
لنايورو (هوكايدو) اتفاقيات توأمة مع كل من:
- تسوروكا (1 أغسطس 1996 - )
- سوغينامي (يونيو 2006 - )
- لندسي [الإنجليزية]‏ (1 أغسطس 1969 - )